# On’yomi
On’yomi (jap. 音読み; „czytanie fonetyczne chińskich znaków”) – jeden z dwóch sposobów czytania znaków kanji: „czytanie sinojapońskie” lub inaczej „wymowa zapożyczona z chińskiego”, używana zwykle w złożeniach, reprezentująca słowa – lub ich elementy – pochodzące z Chin.
Przykłady:
Znak (piktogram) 山 („góra”) czytany po japońsku yama posiada czytania sinojapońskie san, sen pochodzące od chińskiego czytania shān
Znak 水 („woda”) czytany po japońsku mizu posiada czytanie sinojapońskie sui, pochodzące od chińskiego czytania shuǐ